# Preußische T 13 (Bauart Hagans)
Die T 13 der Bauart Hagans waren Tenderlokomotiven der Preußischen Staatseisenbahnen für den Güterzugdienst. Sie besaßen zur Verbesserung der Kurvenläufigkeit ein Triebwerk der Bauart Hagans. Die Badischen Staatseisenbahnen erwarben bauartgleiche Lokomotiven als Reihe VIII d.

## Geschichte
Die Lokomotiven entsprachen konstruktiv der Gattung T 15 (Bauart Hagans), verkürzt um eine Kuppelachse. Sie waren insbesondere für den Güterzugdienst auf den neigungs- und kurvenreichen Mittelgebirgsstrecken vorgesehen, wo die größere T 15 unwirtschaftlich gewesen wäre. Um eine gute Kurvenläufigkeit zu erzielen, besaßen sie einen geteilten Rahmen. Im Hauptrahmen befanden sich die zwei vorderen Treibachsen, während die hinteren zwei in einem drehbar gelagerten Gestell gelagert waren. Die Kraftübertragung erfolgte über eine besondere Hebelkonstruktion, die von der Maschinenfabrik Christian Hagans entwickelt worden war.
Henschel in Kassel lieferte in den Jahren 1899 bis 1902 insgesamt 29 Lokomotiven an die Preußischen Staatsbahnen, die in den Direktionen Erfurt, Saarbrücken, Magdeburg und Frankfurt am Main beheimatet wurden. Die Direktion Breslau beheimatete ihre Lokomotiven in Hirschberg und Dittersbach, wo sie auf der Schlesischen Gebirgsbahn und deren Nebenstrecken in Dienst standen. Die Erfurter Lokomotiven kamen nach Arnstadt, Probstzella und Suhl, wo sie auf den Steilrampen im Thüringer Wald eingesetzt wurden. Die Direktion Magdeburg stationierte ihre Lokomotiven in Goslar, die Direktion Frankfurt in Fulda.
Allerdings erwies sich die komplizierte Bauart als störanfällig und wartungsintensiv, sodass später keine weiteren Lokomotiven dieser Bauart mehr beschafft wurden. Frühzeitig begann die Ausmusterung, die Anfang der 1920er Jahre abgeschlossen war. Im zweiten Umzeichnungsplan der Deutschen Reichsbahn von 1923 waren noch fünf Lokomotiven als 92 501 bis 92 505 enthalten, tatsächlich umgezeichnet wurde 1925 keine mehr.